# Jan De Wilde (zanger)
Jan Marie Albert De Wilde (Aalst, 1 januari 1944) is een Belgische zanger, tekstschrijver, gitarist en kleinkunstmuzikant.
Tot zijn bekendste liedjes behoren Een vrolijk lentelied, Joke, Hè hè, Eerste sneeuw, De fanfare van honger en dorst en Walter, ballade van een goudvis.

## Biografie
Jan Marie Albert De Wilde werd in 1944 geboren in de Vooruitzichtstraat te Aalst als derde kind. Toen hij negen was overleed zijn vader aan kanker. Zijn eerste muzikale engagement ging hij aan toen hij op z'n vijfde toetrad tot het knapenkoor van het Sint-Maarteninstituut, dat later zou uitgroeien tot het befaamde Cantate Domino. Toen hij de baard in de keel kreeg en zijn sopraanstem verloor, stichtte Jan zijn eigen koor. Vanaf het middelbaar (hij volgde Latijn-wiskunde) kwam daar een passie voor de tekenkunst bij met tal van satirische cartoons van leerkrachten tot gevolg. Begin jaren 60 leerde hij enkele instrumenten bespelen, schreef hij zijn eerste liedjesteksten en componeerde hij zijn eerste melodieën. In 1962 volgde zijn eerste publieke optreden en in 1967 zijn tv-debuut. Tezelfdertijd volgde hij kunstonderwijs aan St. Lucas te Gent en hield hij zich bezig met fotografie en (vooral) poppentheater. Nadat hij afstudeerde hield hij enkele exposities van zijn werken o.a. te Aalst en Oostende.
Begin jaren 70 groeide De Wildes bekendheid als zanger tijdens het Humorfestival van Heist. Hij werd populair dankzij zijn bizarre podiumpresence en ironische en sarcastische, dan weer tedere liedjes. Vrolijke folk-nummers als Ik kan het, Ma, Joke en Een vrolijk lentelied maakten hem zowel geliefd als berucht in Vlaanderen. Regels als De fallus impudicus staat al in bloei en Joke, Joke, trek je witte jurkje uit zorgden voor controverse bij het meer conservatieve gedeelte van de bevolking. Tijdens zijn succesperiode (1970-1972) werkte hij ook mee aan Kris De Bruynes debuutplaat en produceerde hij drie albums voor Urbanus. De Wilde droeg in belangrijke mate bij aan de lancering van Urbanus' carrière. Zo zelfs dat Urbanus hem ten slotte in populariteit oversteeg. Dit had echter meer te maken met het feit dat Urbanus ook humoristische conferences aan zijn optredens toevoegde. De Wilde zelf heeft het nooit erg gevonden dat hij niet hetzelfde succes gekend heeft. Ik heb dat altijd comfortabel gevonden, zei hij eens. Bij Raymond, Willem Vermandere of Urbanus heb ik gezien dat je van succes vaak meer last dan genot hebt. Zij kunnen dat misschien aan, maar ik niet. Het bekendste nummer dat De Wilde en Urbanus samen zongen is De Aarde.
Het zou tot eind jaren 80 duren voor Jan De Wilde nog eens in de kijker stond. In 1987 schreef hij de muziek voor de eerste Urbanus-film Hector. Op aandringen van Urbanus bracht hij twee nieuwe albums uit. De Bende van Jan De Wilde (1987) bevatte nummers als Zussen en Anneke Weemaes en introduceerde de artiest Wigbert Van Lierde aan het brede publiek. Hè Hè (1990) was nog grootser. De cd werd geproduceerd door Henny Vrienten die samen met onder meer Boudewijn de Groot ook op enkele nummers meezong. Naast nieuwe versies van oudere nummers als Walter, ballade van een goudvis en Een vrolijk lentelied stond er ook gloednieuw materiaal op. Hé, Hé, De fanfare van honger en dorst, Eerste sneeuw werden nieuwe klassiekers en zijn nieuwe tournee bewees dat hij weer helemaal terug was van weggeweest. Eerste sneeuw en Fanfare van Honger en Dorst zijn geschreven door Lieven Tavernier.
Na deze heropbloei duurde het tot 2000 voor er een nieuw De Wilde-album uitkwam. Oude Maan (2000) bevatte nummers die onder meer geschreven waren door Luc De Vos (Gorki). Ook Raymond van het Groenewoud zong op twee tracks mee. De cd werd geproduceerd door Jo Bogaert van Technotronic. Datzelfde jaar bracht De Wilde ook het boek Niks aan dan vel uit, waarin al zijn liedjesteksten verzameld staan.
Stef Kamil Carlens produceerde het lied Zalige Zot; een duet, gezongen door Yevgueni en Jan De Wilde. Het nummer is een Nederlandstalige cover van Beautiful Freak van Eels.

## Persoonlijk
Sinds enkele jaren woont hij in de Oost-Vlaamse gemeente Aaigem, die regelmatig onderwerp uitmaakt van zijn liedjesteksten. De Wilde was getrouwd met Lieve Van Steenberghe (1944-2024), die onder meer bassiste was bij haar echtgenoot.

## Discografie[8][9]

### Albums
| Album met hitnotering(en) in de Vlaamse Ultratop 200 albums | Datum van verschijnen | Datum van binnenkomst | Hoogste positie | Aantal weken | Opmerkingen         |
| ----------------------------------------------------------- | --------------------- | --------------------- | --------------- | ------------ | ------------------- |
| De muze                                                     | 1967                  | -                     |                 |              |                     |
| Zzrrrrôôô                                                   | 1970                  | -                     |                 |              |                     |
| Vogelenzang, 5                                              | 1972                  | -                     |                 |              |                     |
| Een vrolijk lentelied                                       | 1972                  | -                     |                 |              |                     |
| Knikkerterrorist                                            | 1974                  | -                     |                 |              |                     |
| PVBA Koekejoe & Cie                                         | 1980                  | -                     |                 |              |                     |
| De bende van Jan De Wilde                                   | 1987                  | -                     |                 |              |                     |
| Neem je tijd                                                | 1989                  | -                     |                 |              |                     |
| Hè Hè                                                       | 1990                  | -                     |                 |              |                     |
| Poolijskap                                                  | 1991                  | -                     |                 |              |                     |
| Jan De Wilde & Prima La Musica                              | 1992                  | -                     |                 |              | met Prima La Musica |
| Hoe noemdegij ?                                             | 1992                  | -                     |                 |              |                     |
| Stop de armoede                                             | 1995                  | -                     |                 |              |                     |
| Het beste van Jan De Wilde                                  | 1997                  | -                     |                 |              | Verzamelalbum       |
| Het beste van....                                           | 1999                  | -                     |                 |              | Verzamellabum       |
| Eigen kweek                                                 | 2000                  | -                     |                 |              |                     |
| Oude maan                                                   | 2000                  | 25-11-2000            | 50              | 1            |                     |
| Abadja                                                      | 2001                  | -                     |                 |              |                     |
| Te gek 1                                                    | 2004                  | -                     |                 |              |                     |
| Azuuë gezeid, azuuë gezoeng'n                               | 2004                  | -                     |                 |              |                     |
| Alle 40 goed                                                | 2010                  | -                     |                 |              | Verzamelalbum       |
| 2 For 1                                                     | 2011                  | -                     |                 |              |                     |
| O Kersnacht schooner dan de daegen                          | 18-11-2011            | 03-12-2011            | 18              | 6            | met Currende        |
| Dag meneer De Wilde - Best of 3CD                           | 18-10-2015            | 24-10-2015            | 19              | 28           |                     |

### Singles
| Single met hitnotering(en) in de Vlaamse Ultratop 50 | Datum van verschijnen | Datum van binnenkomst | Hoogste positie | Aantal weken | Opmerkingen                                  |
| ---------------------------------------------------- | --------------------- | --------------------- | --------------- | ------------ | -------------------------------------------- |
| Een vrolijk lentelied                                | 1972                  |                       |                 | -            |                                              |
| Pillen en poeders                                    | 1977                  |                       |                 | -            |                                              |
| Ballade in lange A                                   | 1979                  |                       |                 | -            |                                              |
| Anneke Weemaes                                       | 1987                  |                       |                 | -            |                                              |
| Zussen                                               | 1987                  |                       |                 | -            |                                              |
| Hè hè                                                | 1990                  |                       |                 | -            |                                              |
| De aarde                                             | 2008                  | 12-01-2008            | tip23           | -            | met Sarah Bettens Nr. 6 in de Vlaamse Top 10 |
| Hare Krishna halleluja                               | 2015                  | 31-10-2015            | tip80           | -            | Nr. 38 in de Vlaamse Top 50                  |
| Valsspeler                                           | 2015                  | 21-11-2015            | tip31           | -            | Nr. 20 in de Vlaamse Top 50                  |
| Wals met Mathilda                                    | 2016                  | 22-10-2016            | tip             | -            |                                              |

## Bezetting
- Jan De Wilde treedt al ruim 25 jaar[(sinds) wanneer?] op met zijn combo als Jan De Wilde & Combo. De bezetting werd tijdens die jaren enkele malen gewijzigd.
- Uitzonderlijk trad Jan op in andere combinaties: Jan De Wilde en de Centimeters (tournee 1987), Jan De Wilde en de Magnificent 7 (Ancienne Belgique 1991), Jan De Wilde en de Fanfare van Honger en Dorst (zomertournee 1991), Jan De Wilde & Prima La Musica (tournee 1991-1992) en Jan De Wilde & De Favoriete Beesten (tournee 2001-2002).

## Trivia
- Hij is ooit geïmiteerd door Dirk Denoyelle.